# 17 de juny
El 17 de juny és el cent seixanta-vuitè dia de l'any del calendari gregorià i el cent seixanta-novè en els anys de traspàs. Queden 197 dies per a finalitzar l'any.

## Esdeveniments
Països Catalans
- 1254 - Ximèn d'Urrea atorga la carta de poblament Xodos.
- 1921 - El secretari del comitè de la CNT Evelio Boal és assassinat a la porta de la presó Model de Barcelona.
- 1991 - la Vall d'Aran: després de 157 anys, aquest enclavament gascó a Catalunya recupera el seu govern autònom: el Conselh Generau.[1]
- 2002 - Barcelona: s'hi publica la "Gramàtica del català contemporani", dirigida per Joan Solà.
- 2004 - Barcelona: el Parlament de Catalunya designa Rafael Ribó i Massó Síndic de Greuges de Catalunya.
- 2009 - Al Prat de Llobregat es posa en funcionament la terminal 1 de l'aeroport Internacional de Barcelona amb un primer vol a Madrid.

Resta del món
- 1775, Boston (Massachusetts): Els anglesos guanyen la batalla de Bunker Hill, que forma part del Setge de Boston, durant la Guerra d'Independència dels Estats Units.[2]
- 1870 - Espanya: s'hi promulga la llei de creació del Registre Civil.
- 1944 - Islàndia s'independitza de Dinamarca.[3]
- 1945 - Randazzo (Sicília): Mor en un tiroteig amb els carabiners Antonio Canepa, cap de l'EVIS, amb dos companys més.
- 1972 - Washington DC (EUA): cinc homes són detinguts quan intentaven entrar il·legalment i col·locar aparells d'escolta a les oficines del Comitè Nacional del Partit Demòcrata (DNC), al complex Watergate de Washington. Comença l'escàndol Watergate, que acabarà amb la carrera del president Nixon.[4]
- 1953 - Alemanya Oriental: esclaten una sèrie de vagues, manifestacions i protestes conegudes com la Insurrecció del 17 de juny.

## Naixements
Països Catalans
- 1873 - el Masnou: Rosa Sensat i Vilà, mestra i pedagoga catalana (m. 1961).[5]
- 1874 - Barcelona: Leonor Ferrer Girabau, primera dona delineant d'Espanya (m. 1960).[6]
- 1888 - Banyoles: Josep Juncà i Juscafresa, compositor de sardanes.
- 1891 - Sabadell: Josep Rosell i Casablancas, escriptor i amant de l'esport de Sabadell.
- 1945 - Barcelona: Rosa Maria Calaf, periodista que ha treballat bona part de la seva carrera com a corresponsal de televisió.[7]
- 1951: 
  - Sant Martí Sacalm: Quima Casas, atleta especialitzada en curses de fons, amb quaranta anys de carrera esportiva.[8]
  - Faió: Elisenda Pipió Gelabert, ceramista.[9]
- 1956 - la Jonquera: Rosa Brugat Batlle, artista multidisciplinari que ha realitzat treballs escultòrics, pictòrics i fotografia digital.[10]
- 1962: 
  - Cabrera de Mar: Xavier Sala i Martín, economista català i professor de la Columbia University.
  - Nules: Marisol Gonzàlez i Felip, poetessa valenciana i membre de l'Acadèmia Valenciana de la Llengua.[11]
- 1965 - Xàbia: Consuelo Femenía Guardiola, diplomàtica valenciana, des de 2021 ambaixadora d'Espanya als Països Baixos.[12]
- 1969 - Barcelona: Anna Serra Salamé, corredora de muntanya i triatleta catalana.[13]
- 1976 - Oriola: Carolina Pascual Gracia, gimnasta valenciana, medalla d'argent en els Jocs Olímpics de Barcelona.[14]
- 1989 - Sabadell: Queralt Castellet i Ibáñez, surfista de neu catalana.[15]

Resta del món
- 1239, Londres, Regne Unit: Eduard I d'Anglaterra, rei d'Anglaterra (m. 1307).[16]
- 1603, Copertino, Regne de Nàpols: Sant Josep de Copertino, religiós (m. 1663).[17]
- 1610, Turebygård: Birgitte Thott, escriptora i traductora danesa, erudita i feminista (m. 1662).[18]
- 1682, Estocolm, Suècia: Carles XII de Suècia, rei de Suècia (m. 1718).[19]
- 1703, Epworth, Anglaterra: John Wesley, fundador del Metodisme (m. 1791).[20]
- 1772, Neumarkt in der Oberpfalz (Baviera): Martin Schrettinger, bibliotecari, sistematitzador de la ciència biblioteconòmica (m. 1851).
- 1818, París (França): Charles Gounod, compositor, director i organista francès (m. 1893).[21]
- 1832, Londres, Anglaterra: William Crookes, físic i químic anglès (m. 1919).[22]
- 1833, Riga, Letònia: Eduard Mertke, pianista i compositor letó.
- 1866, Colònia: Felix vom Rath, compositor alemany.
- 1871, Jacksonville, Florida (EUA): James Weldon Johnson, diplomàtic, assagista i poeta estatunidenc (m. 1938).[23]
- 1882, Oranienbaum [actualment Lomonosov], prop de Sant Petersburg, Rússia: Ígor Stravinski, compositor rus, posteriorment nacionalitzat francès (1934) i estatunidenc (1945) (m. 1971).[24]
- 1891, Nizhyn, Ucraïna: Olga Khokhlova, ballarina russa-ucraïnesa, primera dona de Pablo Picasso i mare del seu fill Paulo (m.1955).[25]
- 1895, Lafayette, Indiana: Louise Fazenda, actriu còmica molt popular en el cinema mut i sonor entre els anys 1910 i 1930.[26]
- 1898:
  - Ljouwert, Països Baixos: Maurits Cornelis Escher, artista neerlandès.[27]
  - İzmir, Turquia: Latife Hanım, política turca (m. 1975).
- 1900, Wegeleben, Prússia: Martin Bormann, dirigent del Partit Nacional Socialista dels Treballadors Alemanys (m. 1945).[3]
- 1909, Château-Chinon: Régine Pernoud, historiadora medievalista i arxivera francesa (m. 1998).[28]
- 1918, Cirebon (Indonèsia): Jenny Dalenoord, il·lustradora, dissenyadora, aquarel·lista i artista d'historietes neerlandesa (m. 2013).[29]
- 1920, Nancy, França: François Jacob, metge i biòleg francès, Premi Nobel de Medicina o Fisiologia de l'any 1965 (m. 2013).[30]
- 1929, Tbilisi, Unió Soviètica: Tigran Petrossian, jugador d'escacs soviètic, Campió del món entre 1963 i 1969 (m. 1984).[31]
- 1936, Nuneaton, Warwickshire (Anglaterra): Ken Loach, director de cinema anglès.
- 1938, Elisario, Brasil: Clodovil Hernandes, diputat i presentador de la TV brasilera.
- 1940, New Haven, Connecticut, EUA: George Akerlof, economista, Premi Nobel d'Economia de 2001.[32]
- 1942, Egipte: Mohamed al-Baradei, diplomàtic egipci i Premi Nobel de la Pau l'any 2005.[33]
- 1943, Harrisburg, Pensilvània (EUA): Newton "Newt" Leroy Gingrich o simplement Newt Gingrich, (nascut com a Newton Leroy McPherson) polític estatunidenc que fou President de la Cambra de Representants dels Estats Units (1995-1999).[3]
- 1945, Meensel-Kiezegem, Bèlgica: Eddy Merckx, ciclista belga.[34]
- 1946, Belfort (França): Gérard Grisey, compositor francès de música contemporània (m. 1998).[21]
- 1953, Frederiksberg, Dinamarca: Eva Koch, escultora i videoartista danesa.[35]
- 1973, Villerupt: Aurélie Filippetti, professora, novel·lista, escriptora i política francesa.[36]
- 1980, 
  - Denizli, Turquia: Sıla Gençoğlu, més coneguda com a Sıla, cantant de pop turca.[37]
  - Cuneo, Elisa Rigaudo, atleta italiana, medallista olímpica, especialitzada en marxa atlètica.[38]

## Necrològiques
Països Catalans
- 1965 - València: Aurora Buades, mezzosoprano valenciana (n. 1897).[39]
- 1970 - Barcelona: Josep de Togores i Llach, pintor (n. 1893).[40]
- 2013 - Barcelona: Manel Comas i Hortet, El Xèrif, entrenador de bàsquet català (n. 1945).

Resta del món
- 855, Roma: Lleó IV, papa (n. c. 790).
- 1516, Pau (Occitània): Joan III Albret, rei de Navarra.
- 1631, Burhanpur (Índia): Mumtaz Mahal, a qui està dedicat el Taj Mahal (n. 1593).[41]
- 1664, (Xina): Qian Qianyi (xinès simplificat: 钱谦益; xinès tradicional: 銭 謙 益; pinyin: Qián Qiānyì) funcionari, historiador, escriptor i poeta xinès (n. 1582).[42]
- 1672, Roma: Orazio Benevoli, compositor italià (n. 1602).[43]
- 1696, Palau de Wilanów, Varsòvia: Joan III Sobieski, rei de la Mancomunitat de Polònia-Lituània des de 1674 fins a la seva mort (n. 1629).[44]
- 1719, Londres (Anglaterra). Joseph Addison, poeta, assagista i dramaturg anglès (n. 1672).[45]
- 1771, Càndia, Creta: Daskalogiannis, rebel cretenc executat pels otomans.
- 1854, Ciutat de Mèxic: Henriette Sontag, soprano alemanya (n. 1806).[46]
- 1890, Madrid: Robustiana Armiño, poeta espanyola (n. 1821).[47]
- 1898, Londres (Anglaterra): Edward Coley Burne-Jones, pintor anglès (n. 1833).[48]
- 1936, Monrovia, Califòrnia (EUA): Henry B. Walthall, actor teatral i cinematogràfic (n. 1878).[49]
- 1940, Bourne End, Buckinghamshire (Anglaterra): Arthur Harden, bioquímic britànic, Premi Nobel de Química de 1929 (n. 1865).[50]
- 1947,Stamford, Connecticut (EUA): Maxwell Perkins, editor estatunidenc (n. 1884).[51]
- 1948, Narsaq, Grenlàndia: Henrik Lund, pintor, poeta, compositor i capellà esquimal groenlandès, que va compondre la lletra de l'himne del seu país.
- 1957, Beckenham: Dorothy Richardson, novel·lista i periodista britànica (n. 1873).[52]
- 1963, Hartley Wintney (Anglaterra): Alan Brooke, 1r Vescomte Alanbrooke, Mariscal de Camp de l'Exèrcit Britànic. Va ser Cap de l'Estat Major Imperial General durant la Segona Guerra Mundial (n. 1883).[3]
- 1996, Cambridge (Massachusetts): Thomas Kuhn, epistemòleg nord-americà (n. 1922).[53]
- 2001, Palm Desert, Califòrnia (EUA): Donald James Cram, químic estatunidenc, Premi Nobel de Química de l'any 1987 (n. 1919).[54]
- 2003, Milà: Marcella Pobbe, soprano italiana, activa dels anys cinquanta als setanta (m. 1921).[55]
- 2006, Argun (Txetxènia): Abdul-Khalim Sadulàiev, polític txetxè.
- 2009, Colònia (Alemanya): Ralf Dahrendorf, sociòleg, filòsof, politòleg i professor universitari alemany, nacionalitzat britànic.
- 2011, Sydney, Austràlia: David Brockhoff, jugador de rugbi, entrenador, administrador i home de negocis australià.
- 2015, Ankara, Turquia: Süleyman Demirel, President i set vegades Primer Ministre turc (n. 1924).[56]

## Festes i commemoracions
- Festa Local a Olià.
- Dia Mundial de la Lluita contra la Desertificació i la Sequera.[57]

### Santoral

#### Església Catòlica
- Sants al Martirologi romà (2011):[58]Blast i Diògenes de Roma, màrtirs (s. I); Isauri, Innocenci, Fèlix, Hermes, Pelegrí i Basili de Pojani, màrtirs (s. I); Marcià, Nicandre i Daria de Silistra, màrtirs (297); Antidi de Besançon, bisbe i màrtir (411); Hipaci de Bitínia, abat (446); Herveu de Bretanya eremita (s. VI); Avit d'Orleans, abat (530); Raineri de Pisa, pelegrí (1160); Pere Dan, màrtir (1862).
  - Beats: Teresa de Portugal i de Barcelona, reina i monja (1250); Pere Gambacorta, fundador dels Pobres Eremites de Sant Jeroni (1435); Arnau de Foligno, franciscà; Paolo Burali, cardenal (1578); Philippe Papon, màrtir (1794); Joseph-Marie Cassant, trapenc (1903).
- Sants Círia, Musca, Valeriana i Maria, màrtirs; Montà de Gaeta, màrtir (ca. 300); Manuel, Sabel i Ismael de Calcedònia, màrtirs (362); Prior i Bessarió d'Egipte, eremites (ca. 400); Veredem d'Avinyó, bisbe; Briavel, eremita; Gundolf de Bourges, bisbe (s. VI); Himeri d'Amelia, bisbe (560); Agripí de Como, bisbe (615); Botulf d'Icanhoe, abat, i Adolf d'Utrecht, bisbe (680); Moling de Wexford, bisbe (697); Eufèmia d'Altenmunster, abadessa (1180).
- Beats: Nectà de Hartland, màrtir (s. VI); Folc de Reims, bisbe i màrtir (900); Ramwold de Ratisbona, abat (1000); Pere To Rot, màrtir (1945).
- Venerable Deodat II, papa.
- Venerats a l'Orde de la Mercè: sants Gil, Lluís, Joan i Pau de Fez, màrtirs.
- A l'Orde Cistercenc: beates Mafalda de Portugal i de Barcelona i Sança de Portugal i de Barcelona.

#### Església Copta
- 10 Baoni: martiri de Sant Dabamó i Sofia; Joan XVI d'Alexandria, papa (1718); commemoració de la clausura dels temples pagans durant el regant de Constantí el Gran (312); entronització de Demetri II d'Alexandria.

#### Església Ortodoxa (segons el calendari julià)
- Se celebren els corresponents al 30 de juny del calendari gregorià.

#### Església Ortodoxa (segons el calendari gregorià)
Corresponen al 4 de juny del calendari julià litúrgic:
- Sants Maria de Betània i Marta de Betània, germanes de Llàtzer; Metròfanes I, patriarca de Constantinoble (325); Frontasi, Severí, Severià i Silà, màrtirs gals (s. I); Asti de Dirràquium, hieromàrtir (s. II); Concordi de Spoleto, màrtir (175); Pau, màrtir; Titus de Bizanci, bisbe (s. III); Apotasi, Camar i màrtirs de Noviodunum (320); Optat de Mila (s. IV); Aloni de Scetes, anacoreta (s. V); Zòsim de Cilícia, bisbe (s. VI); Sòfios (s. VI-VII); Joan de Monàgria, abat (761); Sofia de Tràcia (s. XI); Metodi de Peixnoixk, abat (1392); Eleazar d'Olonets i Nazari d'Olonets, taumaturgs (s. XV): Vera i Liubova de Xamorodino, monges (1883); Andrònic de Perm i Basili de Txernigov, neomàrtirs (1918); Pere, prevere màrtir (1918); Joanic de Montenegro, metropolità màrtir (1941); Sava d'Ober-Karlovci, bisbe màrtir (1941); Zòtic, Àtal, Camasis i Felip de Nienlitza, monjos màrtirs.

#### Església d'Anglaterra
- Sants Samuel Barnett (1913) i Henrietta Barnett (1936), reformadors socials.

#### Església Evangèlica d'Alemanya
- August Hermann Werner, doctor.